# Joe Keery
Joseph David "Joe" Keery, född 24 april 1992 i Newburyport, Massachusetts, är en amerikansk skådespelare och musiker. Han är bland annat känd för sin roll som Steve Harrington i Netflix-serien Stranger Things. Han spelar också i det amerikanska psykedeliska rockbandet Post Animal.

## Bakgrund och familj
Keery är son till David och Nina Keery, som är arkitekt respektive lärare i engelska. Han är det andra av fem barn och växte upp med systrarna Caroline, Lizzy, Kate och Emma. Keery växte upp i Newburyport där han gick på River Valley Charter School, som är en montessoriskola och sedan Newburyport High School.
När han var ung deltog han i Theatre in the Open, ett scenkostläger i Maudslay State Park, men det var först på high school som han började satsa på skådespeleri. Keery studerade på teaterskolan vid Depaul University och tog examen år 2014.

## Karriär

### Skådespel
Efter att ha tagit examen på DePaul, gick Keery till över hundra olika auditions. Innan han fick rollen i Stranger Things, medverkade han i reklam för KFC, Domino's samt spelade två roller i Empire och Chicago Fire. Första gången han var med i en långfilm, var i Stephen Cones indiefilm Henry Gamble's Birthday Party.
I slutet av 2015 hade Keery sin audition för Stranger Things. Han gjorde först audition för rollen som Jonathan, men skickade senare in en video för rollfiguren Steve Harrington. Den första säsongen av serien släpptes på Nexflix den 15 juli 2016. Han befordrades från att ha en biroll till att vara regelbundet i serien för andra säsongen av Stranger Things, som hade premiär den 27 oktober 2017. Keery medverkar även i den tredje säsongen, som släpptes den 4 juli 2019.
Sedan Stranger Things började, har Keery spelat roller i några oberoende filmer och 2021 medverkade han i actionkomedin Free Guy.

### Musik
Förutom att skådespela, är Keery också musiker. Han är en av gitarristerna för psykedeliska rockbandet Post Animal. Deras debutalbum släpptes i oktober 2015. Bandets andra album When I Think Of You In A Castle, släpptes i april 2018 där Keery bidrog med gitarrspel och sång. Sedan 2019 är Keery inte längre en turnémedlem i bandet.
Den 19 juli 2019 släppte Keery själv singeln "Roddy" som soloartist under artistnamnet Djo. Han släppte sin andra singel den 9 augusti 2019 med titeln "Chateau (Feel Alright)", under samma artistnamn. 
När han var ungefär 20 år, släppte Keery musik under namnet "Cool Cool Cool".

## Filmografi

### Filmer
| År   | Titel                         | Roll                 | Anmärkningar |
| ---- | ----------------------------- | -------------------- | ------------ |
| 2015 | Henry Gamble's Birthday Party | Gabe                 |              |
| 2016 | The Charnel House             | Scott                |              |
| 2017 | Molly's Game                  | Trust Fund Cole      |              |
| 2018 | After Everything              | Chris                |              |
| 2018 | Slice                         | Jackson              |              |
| 2019 | How to Be Alone               | Jack/The Gimp        | Kortfilm     |
| 2020 | Spree                         | Kurt Kuncle          |              |
| 2021 | Free Guy                      | Walter "Keys" McKeys |              |
| 2024 | Marmalade                     | Baron                |              |
| TBA  | Cold Storage                  | Travis Meacham       |              |

### TV
| År    | Titel           | Roll              | Anmärkningar                                             |
| ----- | --------------- | ----------------- | -------------------------------------------------------- |
| 2015  | Sirens          | Scenester         | Avsnitt: "Screw the One Percent"                         |
| 2015  | Chicago Fire    | Emmett            | 2 avsnitt                                                |
| 2015  | Empire          | Tony Trichter III | Avsnitt: "Who I Am"                                      |
| 2016– | Stranger Things | Steve Harrington  | Återkommande roll (säsong 1) Huvudroll (säsong 2–framåt) |
| 2023  | Fargo           | Gator Tillman     |                                                          |

## Utmärkelser och nomineringar
| År   | Utmärkelse                 | Kategori                                                 | Nominerat arbete | Resultat  | Ref.   |
| ---- | -------------------------- | -------------------------------------------------------- | ---------------- | --------- | ------ |
| 2017 | Screen Actors Guild Awards | Outstanding Performance by an Ensemble in a Drama Series | Stranger Things  | Vann      | [ 18 ] |
| 2018 | Screen Actors Guild Awards | Outstanding Performance by an Ensemble in a Drama Series | Stranger Things  | Nominerad | [ 19 ] |